# Varusgonarthrose
Die Varusgonarthrose ist eine Form der Arthrose im Zusammenhang mit einer Fehlstellung eines Gelenks. Das lateinische Wort varus heißt auf Deutsch krumm. Medizinisch betrachtet spricht man von abgeknickt oder nach innen gebogen. Kennzeichnend ist der nach medial offene Winkel und die sogenannte O-Krümmung.  Bei einer Varusstellung (Coxa, Cubitus, Digitus, Genu, Manu, Pes)  ist das Gelenk nach lateral konvex verkrümmt.  Ein Beispiel ist die O-Bein-Stellung im Knie (Genu varum). Generell umfasst die Gonarthrose bzw. die Kniegelenksarthrose alle verschleißbedingten Erkrankungen des Kniegelenkes. Arthrose entsteht durch Verletzung und Aufrauung des Gelenkknorpels durch Abnutzung. Dagegen beschreibt die Valgusgonarthrose die Kniearthrose mit X-Beinigkeit, bei dem der laterale (äußere) Meniskus aufgebraucht ist.

## Behandlung
Die Varusgonarthrose, ein „Gelenkverschleiß“, infolge einer Varusstellung,  ist oft nur noch operativ zu behandeln. Die modernen Behandlungsmethoden haben drei Ziele:
- Optimierung der Gelenkfunktion
- Verminderung der Entzündungen an den Gelenken
- Milderung des Schmerzes

Konservativ kann man die Fehlstellung mit langsohligen druckumverteilenden Bettungseinlagen mit angepasster  Pronation von 3–10 mm, oder mit valgisierenden Orthesen kompensieren und eine final notwendige Operation hinauszögern. Für den langfristigen Nutzen dieser Hilfsmittel hinsichtlich Funktionsverbesserung gibt es allerdings keinen sicheren Nachweis.